# Тикшозерка
Тикшозерка, Тикшезерка, в нижнем течении Поннока — река в России, протекает по Муезерскому району Карелии.
Вытекает из Тикшозера, течёт в восточном направлении, впадает в озеро Момсаярви, через которое протекает Чирко-Кемь. Длина реки составляет 33 км, площадь водосборного бассейна 665 км².

## Бассейн
В верхнем течении река протекает через озеро Шарилампи (с притоком реки Шарцъеги). В нижнем течении протекает через озеро Боярское с притоком реки Муштадеги.
К бассейну Тикшозерки также относятся озёра:
- Коппалоярви
- Поннока
- Уносозеро
- Лебединое

В исток Тикшозерки — Тикшозеро — втекают реки:
- Шильва
- Кайдодеги (с притоком реки Рысью, протекающей озеро Акан)

## Данные водного реестра
По данным государственного водного реестра России относится к Баренцево-Беломорскому бассейновому округу, водохозяйственный участок реки — Кемь от Юшкозерского гидроузла до Кривопорожского гидроузла. Речной бассейн реки — бассейны рек Кольского полуострова и Карелии, впадает в Белое море.
Код объекта в государственном водном реестре — 02020000912102000003792.

## Галерея

Тикшозерка/Поннока
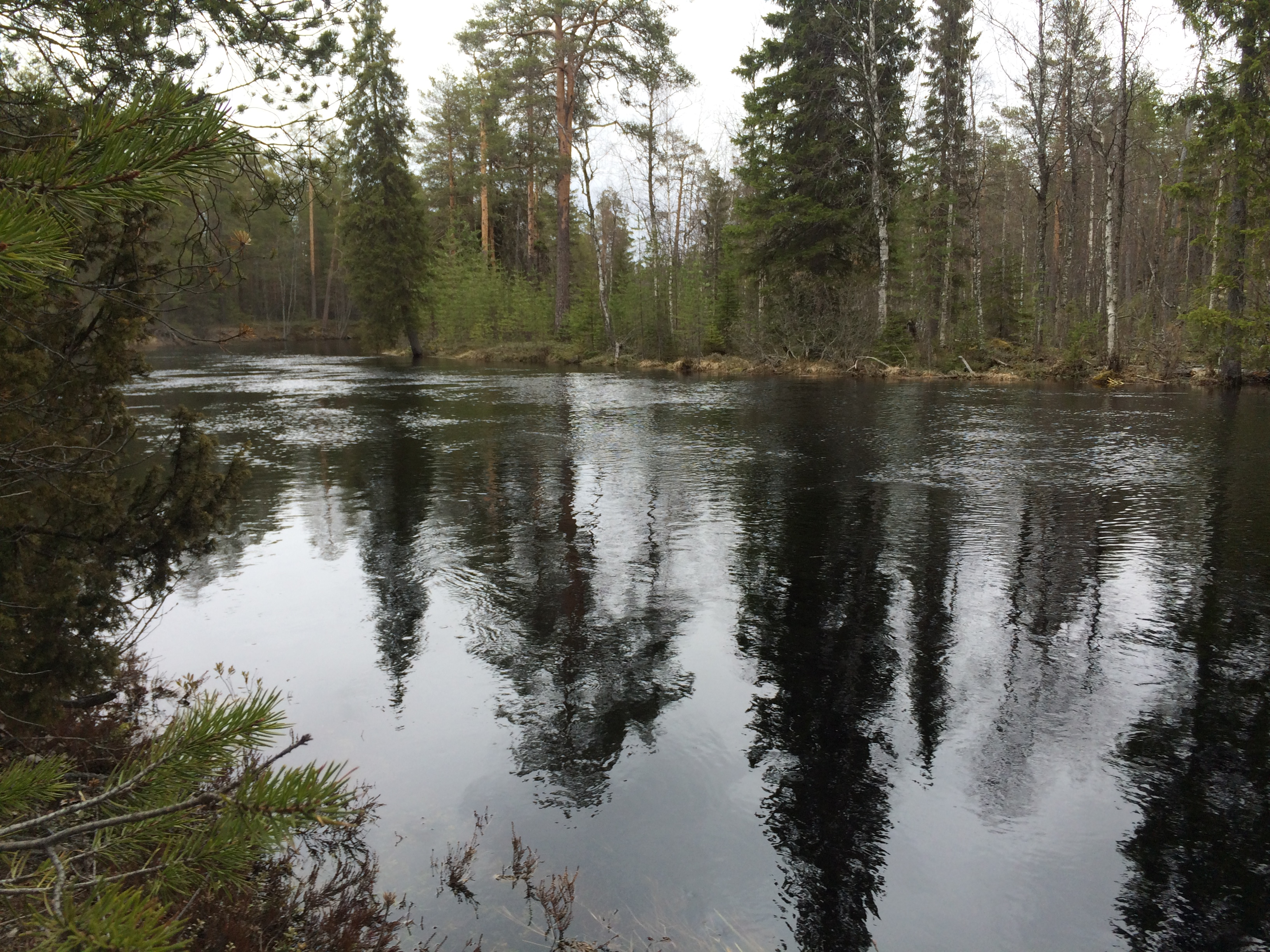
Тикшозерка. Вид по течению.
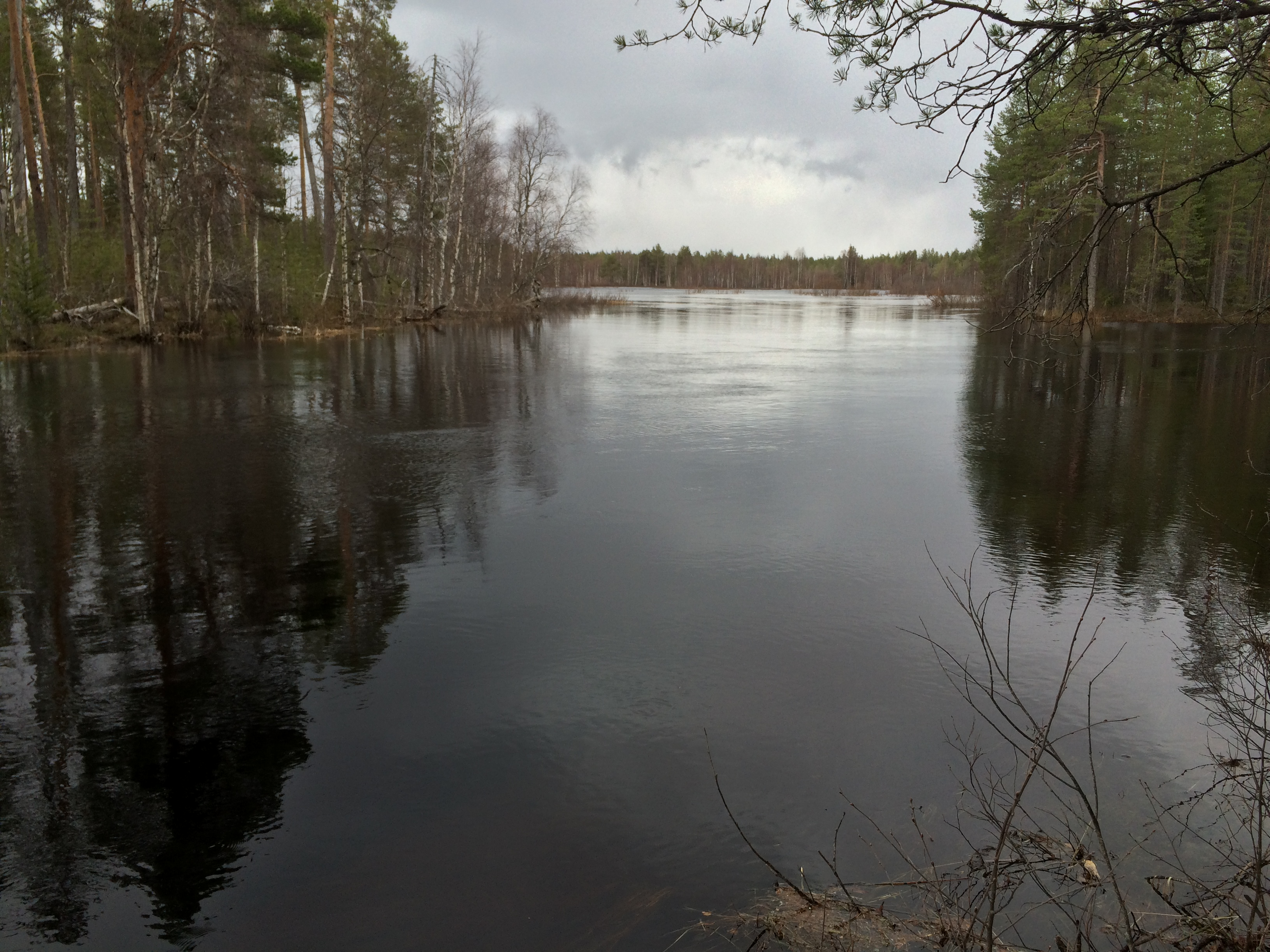
Тикшозерка. Вид против течения.
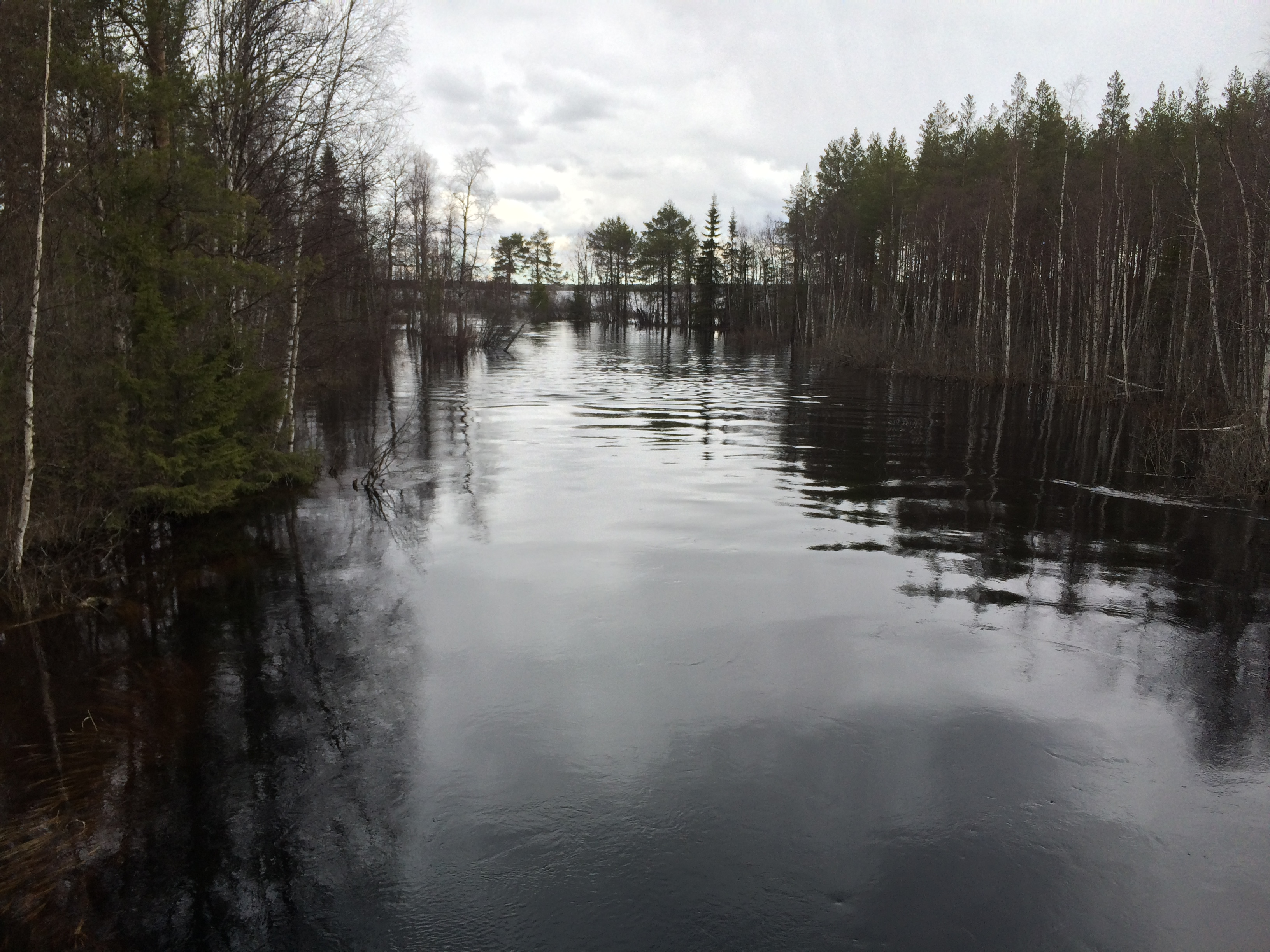
Поннока. Участок озеро Поннока — Боярское. Вид по течению.
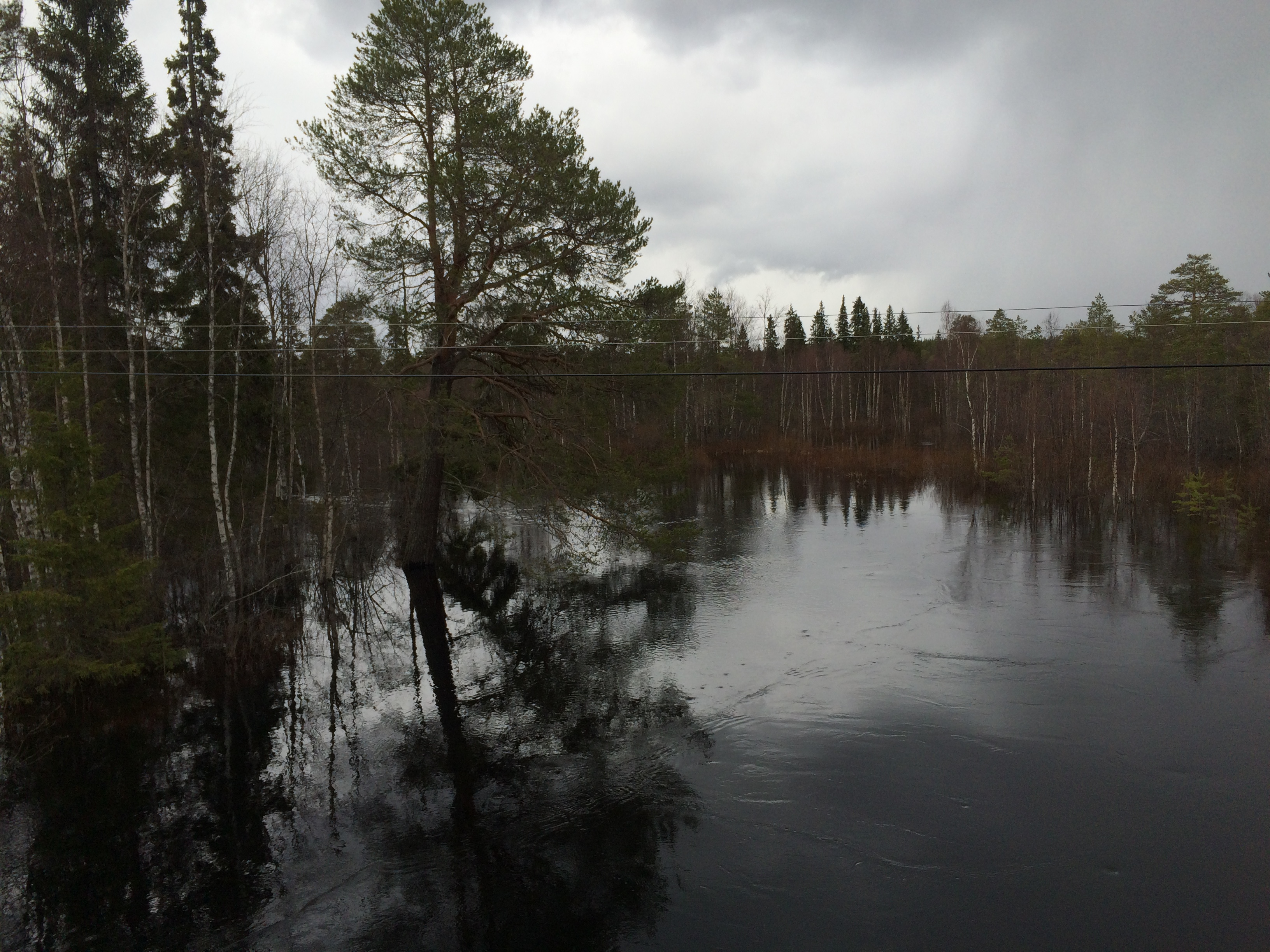
Поннока. Участок озеро Поннока — Боярское. Вид против течения.
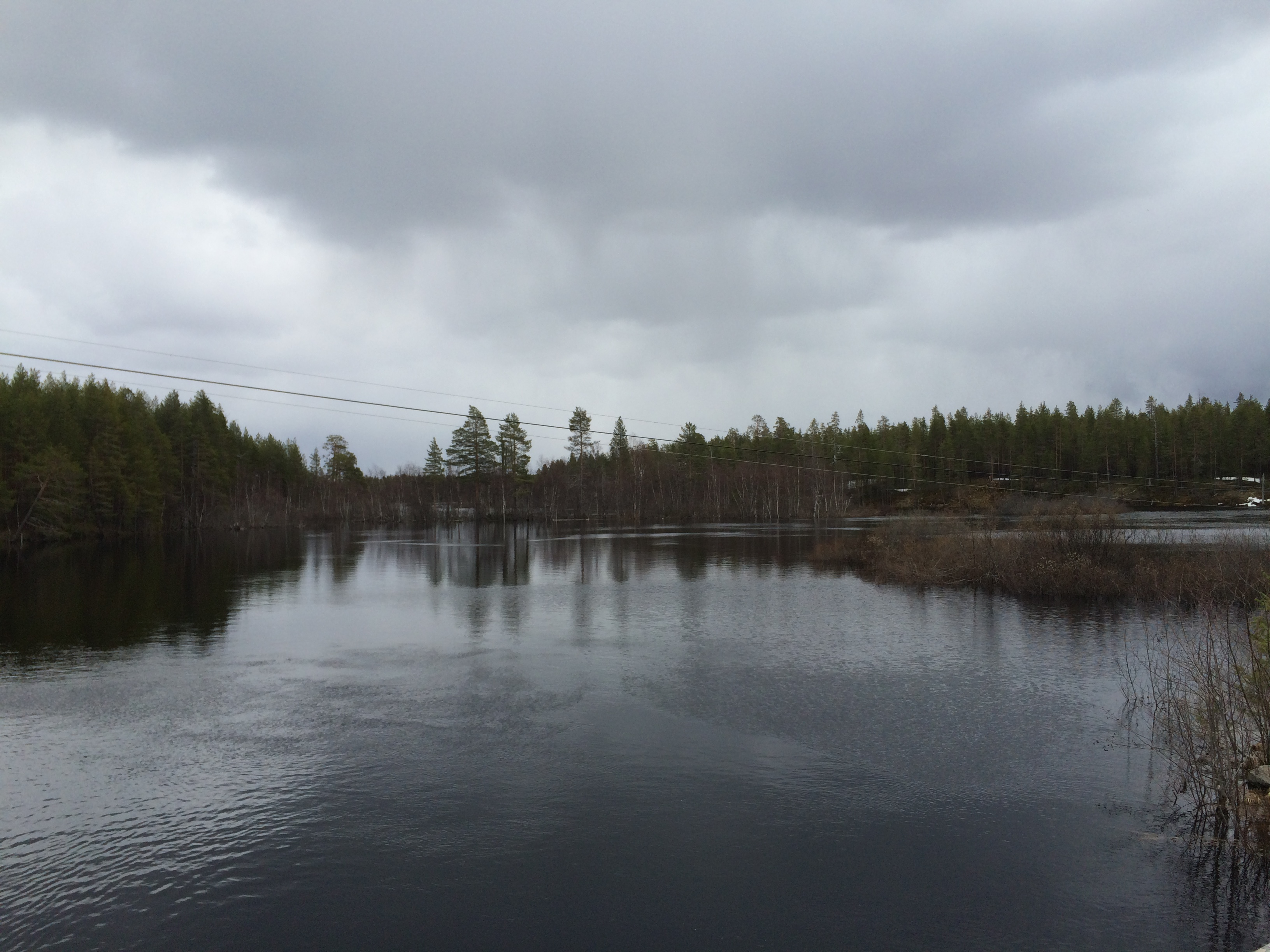
Поннока. Участок Боярское — Момсаярви. Вид по течению.